# Patrimoni dell'umanità della Siria
I patrimoni dell'umanità della Siria sono i siti dichiarati dall'UNESCO come patrimonio dell'umanità in Siria, che è divenuta parte contraente della Convenzione sul patrimonio dell'umanità il 13 agosto 1975.
Al 2020 i siti iscritti nella Lista dei patrimoni dell'umanità sono sei, mentre dodici sono le candidature per nuove iscrizioni. Il primo sito iscritto nella lista è stato nel 1979 l'antica città di Damasco, durante la terza sessione del comitato del patrimonio mondiale. L'anno successivo, nella quarta sessione, l'antica città di Bosra e il sito archeologico di Palmira sono divenuti il secondo e il terzo sito siriano riconosciuti dall'UNESCO. Il quarto patrimonio è stata l'antica città di Aleppo, aggiunta nel 1986. Nel 2006 la trentesima sessione ha inserito nella lista congiuntamente il Krak dei Cavalieri e Qalʿat Salah al-Din. Infine, il sito di più recente riconoscimento, comprendente più componenti, è l'insieme degli Antichi villaggi della Siria settentrionale, incluso nella lista nel 2011 dalla trentacinquesima sessione del comitato. Tutti i siti sono considerati culturali, secondo i criteri di selezione. Tutti i sei siti sono stati iscritti nella Lista dei patrimoni dell'umanità in pericolo dalla XXXVII sessione del Comitato per il patrimonio dell'umanità, il 20 giugno 2013, a causa del perdurare della Guerra civile siriana.

## Siti del Patrimonio mondiale
| Foto | Sito                                        | Luogo                                           | Tipo                               | Anno | Descrizione |
| ---- | ------------------------------------------- | ----------------------------------------------- | ---------------------------------- | ---- | --- |
|      | Antica città di Damasco                     | Damasco                                         | Culturale (20; i, ii, iii, iv, vi) | 1979 | Fondata nel III millennio a.C., Damasco è una delle città più antiche del Vicino Oriente. Nel Medioevo fu il centro di una fiorente industria artigianale, specializzata in spade e merletti. La città ha circa 125 monumenti di diversi periodi della sua storia: uno dei più spettacolari è la Grande Moschea degli Omayyadi dell'VIII secolo, costruita sul sito di un santuario assiro. |
|      | Antica città di Bosra                       | Bosra                                           | Culturale (22; i, iii, vi)         | 1980 | Bosra, un tempo capitale della provincia romana d'Arabia, era un importante scalo sull'antica rotta carovaniera verso la Mecca. Un magnifico teatro romano del II secolo, rovine paleocristiane e diverse moschee si trovano all'interno delle sue grandi mura. |
|      | Sito di Palmira                             | Tadmor                                          | Culturale (23; i, ii, iv)          | 1980 | Un'oasi nel deserto siriano, a nord-est di Damasco, Palmira contiene le rovine monumentali di una grande città che era uno dei centri culturali più importanti del mondo antico. Dal I al II secolo, l'arte e l'architettura di Palmira, crocevia di diverse civiltà, sposarono tecniche greco-romane con tradizioni locali e influenze persiane. |
|      | Antica città di Aleppo                      | Aleppo                                          | Culturale (21; iii, iv)            | 1986 | Situata all'incrocio di diverse rotte commerciali dal II millennio a.C., Aleppo fu governata successivamente da Ittiti, Assiri, Arabi, Mongoli, Mamelucchi e Ottomani. La cittadella del XIII secolo, la Grande Moschea del XII secolo e varie madrase, palazzi, caravanserragli e hammam del XVII secolo fanno tutti parte del tessuto urbano coeso e unico della città, ora minacciato dalla sovrappopolazione. |
|      | Krak dei Cavalieri e Qalʿat Salah al-Din    | al-Haffa, al-Hosn                               | Culturale (1229; ii, iv)           | 2006 | Questi due castelli rappresentano gli esempi più significativi che illustrano lo scambio di influenze e documentano l'evoluzione dell'architettura fortificata nel Vicino Oriente durante il periodo delle Crociate (XI - XIII secolo). Il Crac des Chevaliers fu costruito dall'Ordine Ospedaliero di San Giovanni di Gerusalemme dal 1142 al 1271. Con ulteriori costruzioni da parte dei Mamelucchi alla fine del XIII secolo, è annoverato tra gli esempi meglio conservati dei castelli crociati. La Qal'at Salah El-Din (Fortezza di Saladino), anche se in parte in rovina, rappresenta un eccezionale esempio di questo tipo di fortificazione, sia in termini di qualità costruttiva che di sopravvivenza della stratigrafia storica. Conserva le caratteristiche dei suoi inizi bizantini nel X secolo, le trasformazioni dei Franchi alla fine del XII secolo e le fortificazioni aggiunte dalla dinastia Ayyubide (dalla fine del XII alla metà del XIII secolo). |
|      | Antichi villaggi della Siria settentrionale | Governatorato di Aleppo, Governatorato di Idlib | Culturale (1348; iii, iv, v)       | 2011 | Circa 40 villaggi raggruppati in otto parchi situati nella Siria nord-occidentale forniscono una notevole testimonianza della vita rurale nella tarda antichità e durante il periodo bizantino. Abbandonati dall'VIII al X secolo, i villaggi, che risalgono al periodo tra il I e il VII secolo, presentano un paesaggio straordinariamente ben conservato e resti architettonici di abitazioni, templi pagani, chiese, cisterne, bagni pubblici, ecc. Il paesaggio culturale relitto dei villaggi costituisce anche un'importante illustrazione del passaggio dall'antico mondo pagano dell'Impero romano al cristianesimo bizantino. Vestigia che illustrano tecniche idrauliche, muri di protezione e planimetrie agricole romane, inoltre, testimoniano la maestria degli abitanti nella produzione agricola. |

## Siti candidati
| Foto | Sito                                                  | Luogo               | Tipo                      | Anno       | Descrizione |
| ---- | ----------------------------------------------------- | ------------------- | ------------------------- | ---------- | --- |
|      | Norie di Hama                                         | Hama                | Culturale (1291; i, iv)   | 08/06/1999 | Il fiume Oronte, dal suo nome assiro Aranton, mantiene su entrambi i lati del suo corso dalla regione montuosa di Baalbek in Libano, dove ha origine, fino al Mediterraneo, a 30 km a valle della città di Laodicea, i resti di un numero considerevole di vecchi laghetti, serbatoi d'acqua, canali di dighe, acquedotti, ponti, terreni irrigui, città scomparse o ancora vive e norie, di cui solo la città di Hama attraversata dal fiume conserva alcuni importanti esemplari (diciassette) che ora sono una parte integrante del suo paesaggio urbano e che ne sanciscono la fama mondiale. |
|      | Ugarit (Tell Shamra)                                  | Burj al-Qasab       | Culturale (1292; iii, vi) | 08/06/1999 | Il regno di Ugarit fiorì nel secondo millennio sulla costa mediterranea. Gli scavi iniziati nel 1929 con il fortuito ritrovamento di una tomba hanno portato alla luce in sessant'anni di ricerche, i quartieri di una capitale, i templi, i resti di una fortificazione, un vasto palazzo reale e numerose residenze. Tuttavia, hanno interessato ancora solo 1/6 del sito. Le tavolette d'archivio scritte in accadico e ugaritico, per non parlare di documenti in diverse lingue e di un'ampia varietà di oggetti archeologici, sono di eccezionale importanza su scala universale. |
|      | Ebla (Tell Mardikh)                                   | Mardikh             | Culturale (1293; iii, vi) | 08/06/1999 | È uno dei siti archeologici dell'età del bronzo più estesi nella Siria occidentale, dove gli scavi dal 1965 hanno contribuito a migliorare la nostra conoscenza delle prime radici della civiltà urbana nel III millennio a.C. a ovest dell'Eufrate e il suo sviluppo fino al tempo dei regni amorrei della prima metà del secondo millennio. |
|      | Mari (Tell Hariri)                                    | Abu Kamal           | Culturale (1294; iii, vi) | 08/06/1999 | Mari è un importante sito archeologico: la città risale al 2900 a.C. circa. Fu per eccellenza la città-stato reale del III millennio la cui scoperta dal 1933 (insieme a quella di Ebla del 1963) sconvolse la nostra conoscenza della Siria dell'età del bronzo basata fino ad allora sulle poche informazioni provenienti dalle iscrizioni dei re di Sumer o Akkad, nell'attuale territorio dell'Iraq. |
|      | Dura Europos                                          | Salhiyah            | Culturale (1295; ii, iv)  | 08/06/1999 | Dura Europos, capoluogo regionale nel cuore dell'impero seleucide che divenne un avamposto sul confine mobile dei due imperi partico e romano, porta l'impronta delle civiltà greco-romana e persiana su una popolazione la cui componente e tradizioni semitiche sono diventate molto rapidamente dominanti. Questo lo rende un testimone straordinario ed eccezionale dell'evoluzione dell'Oriente mesopotamico nel corso di cinque secoli dalla conquista di Alessandro. |
|      | Apamea (Afamia)                                       | Qalaat al-Madiq     | Culturale (1297; iv)      | 08/06/1999 | Apamea è una delle città più importanti costruite nel nord della Siria durante l'era seleucide: svolgeva un ruolo commerciale e soprattutto militare piuttosto accentuato come base centrale di grande importanza strategica nella Siria centrale. Oggi i suoi resti occupano un'area di duecentocinquanta ettari, non ancora del tutto scavati. Le parti emerse rivelano, tuttavia, una città eccezionale che ha svolto durante l'antichità (dal IV secolo a.C. al V d.C.) un ruolo essenziale nel cuore della Siria. Fondata nel 301 a.C. dell'imperatore Seleuco Nicatore sul sito di una città le cui origini sembrano risalire alla notte dei tempi, della sua origine si è conservato solo il sito sopraelevato su una leggera scarpata rocciosa e la pianta a scacchiera, secondo l'esempio delle città ellenistiche. Tale pianta fu conservata e consolidata dai romani, che realizzarono il monumentale Cardo massimo che presenta qui, come a Palmira e nell'antica Damasco, un grande colonnato lungo 1800 metri e largo 37,5 metri, compresi i due portici laterali.                              |
|      | Un castello del deserto: Qasr al-Hayr al-Sharqi       | Al-Sukhna           | Culturale (1298; iv)      | 08/06/1999 | Qasr al-Hayr al-Sharqi, che conserva meglio di qualsiasi altro castello i principali caratteri autentici delle sue origini omayyadi, fornisce l'esempio di un "castello del deserto" dell'inizio dell'VIII secolo dove le reminiscenze delle arti precedenti all'Islam (arte bizantina, arte sasanide...) consacrano, nonostante l'apparizione dell'Islam, la continuità delle tradizioni artistiche, culturali e di civiltà della Siria, visibili in molti altri monumenti religiosi dello stesso periodo. |
|      | Ma'lula                                               | Ma'lula             | Culturale (1299; v, vi)   | 08/06/1999 | Arroccato come un nido d'aquila all'ingresso di un fajj (da cui il nome che significa in aramaico "ingresso") a 165 metri sul livello del mare, le sue case premute l'una contro l'altra scendono in terrazze dalla cima del ciglio montuoso lungo il versante sud per raggiungere la valle. 5000 anime vivono permanentemente in questo villaggio dove l'aramaico, "la lingua di Gesù", che era diffusa a suo tempo in tutto il Vicino Oriente, continua ad essere parlata dagli abitanti in una forma dialettale locale che attira molti linguisti studiosi della lingua semitica antica. È proprio l'aramaico, rimasto in vita a Ma'lula, a rendere famoso il piccolo villaggio siriano. |
|      | Tartus: la città-cittadella dei Crociati              | Tartus              | Culturale (1301; ii, iv)  | 08/06/1999 | L'antica città di origine fenicia (Antaradus) presa ai musulmani dai Crociati conserva resti viventi di questo passaggio che durò due secoli (fine XI fine XII secolo) e che la plasmò completamente, trasformandola in un bastione dei Franchi tra i più strategici sulle rive del Mediterraneo da dove, grazie al suo porto, assicurava il collegamento con Cipro e da lì con l'Occidente cristiano. |
|      | Raqqa-Rafiqah: la città abbaside                      | al-Raqqa            | Culturale (1302; ii)      | 08/06/1999 | Questa città dell'alto periodo abbaside costruita alla confluenza dell'Eufrate e del suo affluente Balikh nella regione chiamata Giazira, eredita il sito di una città seleucide (Nicephorion) occupata dai romani (Callinicum) poi dai bizantini (Leontopolis), aveva un doppio significato per i Califfi di Baghdad: anzitutto strategico perché li poneva alle porte di Damasco, poi simbolico poiché consacrava la loro vittoria sugli Omayyadi di Damasco e la loro supremazia sul vasto Impero islamico. |
|      | Isola di Arwad                                        | Arwad               | Culturale (1303; ii, v)   | 08/06/1999 | Il passato di Arwad, l'antica Aradus, piccola isola lunga 800 metri e larga 500, richiama costantemente quello di Tartus, l'antica Antaradus, che la fronteggia sul continente. Arwad, tuttavia, ha il singolare privilegio di risalire più indietro nella storia al II millennio o più, mentre Tartus-Antaradus non emerse realmente fino all'epoca romana, quando Arwad perse la sua importanza e il suo significato, in quanto abitato dotato di porto e difese naturali per la sua insularità e crocevia del commercio internazionale mediterraneo tra Asia Minore, Cipro, Rodi, Isole Egee, Egitto e continente. Tuttavia, questa posizione chiave non solo ha portato vantaggi; i suoi abitanti dovettero subire a lungo l'avidità delle potenze: Assiri, Caldei, Egiziani, Persiani, Greci, Romani, poi musulmani per finire nelle mani dei Franchi alla fine dell'XI secolo e dei Templari (metà XII secolo). Di questo passato ricco e movimentato, la città moderna conserva molte vestigia tra cui il suo denso tessuto urbano, i resti dei bastioni ciclopici, il porto e due forti del Medioevo. |
|      | Siti di Mari ed Europos-Dura nella valle dell'Eufrate | Abu Kamal, Salhiyah | Culturale (5702; ii, iii) | 23/06/2011 | Le due città di Mari ed Europos-Dura furono fondate sulla sponda occidentale del fiume Eufrate. Le città erano in una posizione chiave, da cui controllavano la rotta sull'Eufrate che collegava il mondo mediterraneo con la Mesopotamia e la grande Asia. |